# لوك هاسيغاوا
لوك هاسيغاوا (باليابانية: 長谷川路可؛ بالكانا: はせがわ ろか) هو رسام ياباني، ولد في 9 يوليو 1897 في محافظة طوكيو ‏ في اليابان، وتوفي في 3 يوليو 1967.